# William Alves
William Rocha Alves, más conocido como William Alves (São Paulo, Brasil, 7 de mayo de 1986), es un futbolista profesional brasileño, juega en la posición de defensa, militando en la principal liga de Serbia.

## Carrera
Comenzó su carrera jugando en el Palmeiras brasileño; en el 2007 jugó una temporada en Japón, en el Shizuoka FC. Posteriormente fue contratado por el club serbio FK Borac Čačak, jugando la primera mitad de la temporada con el FK Slavija Novi Sad, pero ya desde enero de 2009 lo hace para el FK Borac Čačak de la Superliga Serbia.